# Anadia hobarti
Espèce
Anadia hobarti est une espèce de sauriens de la famille des Gymnophthalmidae.

## Répartition
Cette espèce est endémique du Páramo El Riecito dans l'État de Trujillo au Venezuela.

## Étymologie
Cette espèce est nommée en l'honneur de Hobart Muir Smith.

## Publication originale
- La Marca & García , 1990 : A new species of high Andean Anadia (Sauria: Teiidae) from Paramo el Riecito, Estado Trujillo, Venezuela. Herpetologica, vol. 46, no 3, p. 275-282.